# Семёнова, Тамара Ивановна
Тамара Ивановна Семёнова (3 июня 1946, Воронеж — 1 марта 2025, Воронеж) — российская и советская актриса театра, народная артистка Российской Федерации (2003).

## Карьера
В 1968 году окончила Воронежский филиал ЛГИТМиКа.
С 1965 года — на сцене Воронежского театра драмы имени А. В. Кольцова.
Основные роли:
- Стелла Ковальски ("Трамвай «Желание» Т. Уильямса)
- Харина Огудалова («Бесприданница» А. Н. Островского)
- Машенька («На всякого мудреца довольно простоты» А. Н. Островского)
- Агния («Не всё коту масленица» А. Н. Островского)
- Коринкина («Без вины виноватые» А. Н. Островского)
- Наташа («На дне» М. Горького)
- Марселина («Женитьба Фигаро» П. Бомарше)
- Шарлотта («Вишнёвый сад» А. П. Чехова)

Скончалась 1 марта 2025 года.